# たしろ
たしろ（ローマ字：JDS Tashiro, MSC-638、YAS-89）は、海上自衛隊の掃海艇。たかみ型掃海艇の9番艇。艇名は田代島に由来する。

## 艦歴
「たしろ」は、第3次防衛力整備計画に基づく昭和46年度計画掃海艇338号艇として、日立造船神奈川工場で1972年5月26日に起工され、1973年4月2日に進水、1973年7月30日に就役し、第2掃海隊群に編入され、横須賀に配備された。同年8月24日、第2掃海隊群隷下に新編された第44掃海隊に「おおつ」、「みやと」とともに編入された。
1984年1月26日、第44掃海隊が舞鶴地方隊に編入。
1989年11月29日、特務船に種別変更され、船籍番号がYAS-89に変更。佐世保地方隊隷下の佐世保水中処分隊母艇となる。
1996年3月1日、除籍。